# Liste des lacs d'Italie

## Lacs alpins et préalpin
| Nom français                   | Nom italien                                             | Type           | Superficie (km2) | Région                              | Localisation                      | Image |
| ------------------------------ | ------------------------------------------------------- | -------------- | ---------------- | ----------------------------------- | --------------------------------- | ----- |
| Lac de Côme                    | Lago di Como                                            |                | 145              | Lombardie                           | 45° 59′ 40″ N, 9° 15′ 58″ E       |       |
| Lac de Garde                   | Lago di Garda Lago Benàco                               |                | 368              | Lombardie VénétieTrentin-Haut-Adige | 45° 36′ 14″ N, 10° 38′ 08″ E      |       |
| Lac d'Idro                     | Lago d'Idro                                             |                | 10,9             | Lombardie                           | 45° 46′ 38″ N, 10° 30′ 37″ E      |       |
| Lac d'Iseo                     | Lago Iseo                                               |                | 65,3             | Lombardie                           | 45° 43′ 58″ N, 10° 04′ 08″ E      |       |
| Lac de Lugano                  | Lago di Lugano                                          |                | 48,7             | Lombardie                           | 45° 59′ 19″ N, 8° 58′ 02″ E       |       |
| Lac Majeur                     | Lago Maggiore                                           |                | 170              | Lombardie Piémont                   | 45° 57′ 57″ N, 8° 39′ 00″ E       |       |
| Lac de Mergozzo                | Lago di Mergozzo                                        |                | 1,84             | Piémont                             | 45° 57′ 19″ N, 8° 27′ 56″ E       |       |
| Lac d'Orta                     | Lago d'Orta                                             |                | 18.1             | Piémont                             | 45° 48′ 31″ N, 8° 23′ 40″ E       |       |
| Lac de Trebecco                | Lago di Trebecco                                        | lac de barrage | 0,16             | Lombardie                           | 44° 53′ 50″ N, 9° 16′ 52″ E       |       |
| Lac de Varèse                  | Lago di Varese                                          |                | 14,95            | Lombardie                           | 45° 48′ 34″ N, 8° 44′ 31″ E       |       |
| Lac de Viverone                | Lago di Viverone                                        |                | 5,72             | Piémont                             | 45° 24′ 57″ N, 8° 02′ 13″ E       |       |
| Lac de la Vieille              | Lago della Vecchia                                      |                | 0,064 48         | Piémont                             | 45° 41′ 21″ N, 7° 54′ 53″ E       |       |
| Lac de la Vecchia              | Lago della Vecchia                                      |                | 0,017 16         | Piémont (Savoie, France)            | 45° 10′ 33″ N, 6° 56′ 36″ E       |       |
| Lac de Beauregard              | Lago di Beauregard                                      | lac de barrage | 0,39             | Vallée d'Aoste                      | 45° 36′ 13″ N, 7° 02′ 54″ E       |       |
| Lac de Place-Moulin            | Lago di Place-Moulin                                    | lac de barrage | 1,8              | Vallée d'Aoste                      | 45° 54′ 19″ N, 7° 30′ 35″ E       |       |
| Lac Bleu Lac de Layet          | Lago Blu                                                |                | 0,003            | Vallée d'Aoste                      | 45° 55′ 22″ N, 7° 37′ 06″ E       |       |
| Lac de Tsignanaz               | Lago di Cignana                                         | lac de barrage | 0,53             | Vallée d'Aoste                      | 45° 52′ 50″ N, 7° 35′ 24″ E       |       |
| Lac Misérin                    | Lago Misérin                                            |                | 0,22             | Vallée d'Aoste                      | 45° 35′ 58″ N, 7° 31′ 20″ E       |       |
| Lac Verney                     | Lago Verney                                             |                | 0,203            | Vallée d'Aoste                      | 45° 41′ 16″ N, 6° 52′ 56″ E       |       |
| Lac de Braies                  | Lago di Braies                                          |                | 0,310            | Trentin-Haut-Adige                  | 46° 41′ 38″ N, 12° 05′ 07″ E      |       |
| Lac de Resia                   | Lago di Resia                                           | lac de barrage | 6,6              | Trentin-Haut-Adige                  | 46° 48′ 14″ N, 10° 31′ 50″ E      |       |
| Lac de Carezza                 | Lago di Carezza                                         |                | 0,035            | Trentin-Haut-Adige                  | 46° 24′ 33″ N, 11° 34′ 30″ E      |       |
| Lac de Levico                  | Lago di Levico                                          |                | 1,164            | Trentin-Haut-Adige                  | 46° 00′ 51″ N, 11° 16′ 42″ E      |       |
| Lac de Molveno                 | Lago di Molveno                                         |                | 3,27             | Trentin-Haut-Adige                  | 46° 07′ 24″ N, 10° 57′ 31″ E      |       |
| Lac de Caldaro                 | Lago di Caldaro                                         |                | 1,4              | Trentin-Haut-Adige                  | 46° 22′ 44″ N, 11° 15′ 46″ E      |       |
| Lac Zoccolo                    | Lago di Zoccolo                                         | lac de barrage | 1,43             | Trentin-Haut-Adige                  | 46° 32′ 09″ N, 10° 58′ 39″ E      |       |
| Lac de Dobbiaco                | Lago di Dobbiaco                                        |                | 0,143            | Trentin-Haut-Adige                  | 46° 42′ 11″ N, 12° 13′ 09″ E      |       |
| Lac de Vodo di Cadore          | Lago di Vodo di Cadore                                  | lac de barrage | 7,8              | Vénétie                             | 46° 25′ 11″ N, 12° 14′ 17″ E      |       |
| Lac de Valle di Cadore         | Lago di Valle di Cadore                                 |                | 0,26             | Vénétie                             | 46° 24′ 36″ N, 12° 18′ 44″ E      |       |
| Lac de Fedaia                  | Lago di Fedaia                                          | lac de barrage | 0,17 à 0,55      | Trentin-Haut-Adige                  | 46° 27′ 34″ N, 11° 52′ 08″ E      |       |
| Lac de Caldonazzo              | Lago di Caldonazzo                                      |                | 5,627            | Trentin-Haut-Adige                  | 46° 01′ 04″ N, 11° 14′ 42″ E      |       |
| Lac de Cavedine                | Lago di Cavedine                                        |                | 1,01             | Trentin-Haut-Adige                  | 46° 00′ 03″ N, 10° 57′ 02″ E      |       |
| Lac de Tovel                   | Lago di Tovel                                           |                | 0,38             | Trentin-Haut-Adige                  | 46° 15′ 39″ N, 10° 56′ 56″ E      |       |
| Lac de Ponte Pià               | Lago di Ponte Pià                                       |                | 0,3              | Trentin-Haut-Adige                  | 45° 59′ 40″ N, 9° 15′ 58″ E       |       |
| Lac de Ledro                   | Lago di Ledro                                           |                | 2,187            | Trentin-Haut-Adige                  | 45° 52′ 36″ N, 10° 45′ 02″ E      |       |
| Lac de Malga Bissina           | Lago di Malga Bissina                                   | lac de barrage | 1                | Trentin-Haut-Adige                  | 46° 03′ 39″ N, 10° 31′ 32″ E      |       |
| Lac de Santa Giustina          | Lago di Santa Giustina                                  | lac de barrage | 3,5              | Trentin-Haut-Adige                  | 46° 22′ 16″ N, 11° 03′ 01″ E      |       |
| Lacs de Fusine                 | Laghi di Fusine                                         |                | 0,1              | Frioul-Vénétie Julienne             | 46° 28′ 44″ N, 13° 40′ 12″ E      |       |
| Lac de Predil                  | Lago del Predil                                         |                | 1                | Frioul-Vénétie Julienne             | 46° 25′ 15″ N, 13° 33′ 55″ E      |       |
| Lac de Cavazzo                 | Lago di Cavazzo                                         |                | 1,74             | Frioul-Vénétie Julienne             | 46° 19′ 38″ N, 13° 04′ 21″ E      |       |
| Lac de Tramonti                | Lago dei Tramonti Lago di Redona                        | lac de barrage | 1,6              | Frioul-Vénétie Julienne             | 46° 15′ 18″ N, 12° 45′ 00″ E      |       |
| Lacs du Vajont                 | Lago Vajont                                             |                | 0,14             | Frioul-Vénétie Julienne             | 46° 16′ 02″ N, 12° 19′ 44″ E      |       |
| Lac de Barcis                  | Lago di Barcis                                          | lac de barrage | 0,98             | Frioul-Vénétie Julienne             | 46° 11′ 18″ N, 12° 33′ 54″ E      |       |
| Lac de Sauris                  | Lago di Sauris                                          | lac de barrage | 1,57             | Frioul-Vénétie Julienne             | 46° 26′ 54″ N, 12° 43′ 21″ E      |       |
| Lac de Verzegnis               | Lago di Verzegnis                                       | lac de barrage | 0,22             | Frioul-Vénétie Julienne             | 46° 22′ 46″ N, 12° 58′ 24″ E      |       |
| Lac de Cadore                  | Lago di Centro Cadore Lago di Cadore                    | lac de barrage | 2,3              | Vénétie                             | 46° 26′ 00″ N, 12° 23′ 19″ E      |       |
| Lac Morto                      | Lago Morto                                              |                | 0,76             | Vénétie                             | 46° 03′ 40″ N, 12° 19′ 18″ E      |       |
| Lac de Senaiga                 | Lago del Senaiga                                        | lac de barrage | 0,3              | Vénétie                             | 46° 01′ 44″ N, 11° 44′ 58″ E      |       |
| Lac de Val Noana               | Lago di Val Noana                                       | lac de barrage | 0,20             | Trentin-Haut-Adige                  | 46° 08′ 17″ N, 11° 50′ 20″ E      |       |
| Lac du Mis                     | Lago del Mis                                            | lac de barrage | 1,29             | Vénétie                             | 46° 09′ 54″ N, 12° 04′ 03″ E      |       |
| Lac de Serraia                 | Lago della Serraia                                      |                | 0,452            | Trentin-Haut-Adige                  | 46° 08′ 15″ N, 11° 15′ 27″ E      |       |
| Lac de Paneveggio              | Lago di Paneveggio Lago di Forto Buso                   | lac de barrage | 0,68             | Trentin-Haut-Adige                  | 46° 18′ 03″ N, 11° 42′ 46″ E      |       |
| Lac de Santa Croce             | Lago di Santa Croce                                     |                | 7,8              | Vénétie                             | 46° 06′ 25″ N, 12° 20′ 15″ E      |       |
| Lac de Santa Caterina          | Lago di Auronzo Lago di Santa Caterina                  | lac de barrage | 0,49             | Vénétie                             | 46° 32′ 42″ N, 12° 26′ 57″ E      |       |
| Lac de Misurina                | Lago di Misurina                                        |                | 0,14             | Vénétie                             | 46° 34′ 55″ N, 12° 15′ 14″ E      |       |
| Lac d'Alleghe                  | Lago di Alleghe                                         |                | 0,5              | Vénétie                             | 46° 24′ 24,16″ N, 12° 00′ 54,5″ E |       |
| Lac Agnel                      | Lago Agnel                                              | lac de barrage | 0,14             | Piémont                             | 45° 28′ 18″ N, 7° 08′ 19″ E       |       |
| Lac d'Alserio                  | Lago di Alserio                                         |                | 1,23             | Lombardie                           | 45° 47′ 11″ N, 9° 13′ 00″ E       |       |
| Lac d'Annone                   | Lago di Annone                                          |                | 5,71             | Lombardie                           | 45° 48′ 40″ N, 9° 20′ 45″ E       |       |
| Lacs d'Avigliana               | Lago di Avigliana                                       |                | 0,6 à 0,9        | Piémont                             | 45° 03′ 56″ N, 7° 23′ 14″ E       |       |
| Lac d'Anterselva               | Lago di Anterselva                                      |                | 0,41             | Trentin-Haut-Adige                  | 46° 53′ 07″ N, 12° 10′ 03″ E      |       |
| Lac de Barbellino              | Lago del Barbellino                                     | lac de barrage | 0,54             | Lombardie                           | 46° 03′ 52″ N, 10° 03′ 09″ E      |       |
| Lac Naturel de Barbellino      | Lago del Barbellino Naturale                            |                |                  | Lombardie                           | 46° 04′ 40″ N, 10° 05′ 02″ E      |       |
| Lac de Careser                 | Lago del Careser                                        | lac de barrage | 0,48             | Trentin-Haut-Adige                  | 46° 25′ 34″ N, 10° 41′ 54″ E      |       |
| Lac de Pontechianale           | Lago di Pontechianale Lago di Castello                  |                | 0,52             | Piémont                             | 44° 36′ 56″ N, 7° 02′ 28″ E       |       |
| Lac de Cei                     | Lago di Cei                                             |                | 0,52             | Trentin-Haut-Adige                  | 45° 57′ 03″ N, 11° 01′ 12″ E      |       |
| Lac de Ceresole                | Lago di Ceresole                                        | lac de barrage | 1,58             | Piémont                             |                                   |       |
| Lac de Coca                    | Lago di Coca                                            |                | 0,004            | Lombardie                           |                                   |       |
| Lac de Comabbio                | Lago di Comabbio                                        |                | 3,4              | Lombardie                           |                                   |       |
| Lac de Costalovara             | Lago di Costalovara                                     |                | 0,033            | Trentin-Haut-Adige                  |                                   |       |
| Lac d'Endine                   | Lago di Endine                                          |                | 2,3              | Lombardie                           |                                   |       |
| Lac de Favogna                 | Lago di Favogna                                         |                | 0,013            | Trentin-Haut-Adige                  |                                   |       |
| Lac de Fontaine Blanche        | Lago di Fontana Bianca                                  | lac de barrage | 0,18             | Trentin-Haut-Adige                  |                                   |       |
| Lac de Fortezza                | Lago di Fortezza                                        | lac de barrage | 0,23             | Trentin-Haut-Adige                  |                                   |       |
| Lac de Ganna                   | Lago di Ganna                                           |                | 0,07             | Lombardie                           |                                   |       |
| Lac de Ghirla                  | Lago di Ghirla                                          |                | 0,28             | Lombardie                           |                                   |       |
| Lac de Gioveretto              | Lago di Gioveretto                                      | lac de barrage | 0,7              | Trentin-Haut-Adige                  |                                   |       |
| Lac de Lamar                   | Lago di Lamar                                           |                | 0,045            | Trentin-Haut-Adige                  |                                   |       |
| Lac de Malciaussia             | Lago di Malciaussia                                     | lac de barrage | 0,22             | Piémont                             |                                   |       |
| Lac de Monastero               | Lago di Monastero                                       |                | 0,006            | Piémont                             |                                   |       |
| Lac de Monate                  | Lago di Monate                                          |                | 2,5              | Lombardie                           |                                   |       |
| Lac de Monticolo               | Lago di Monticolo                                       |                | 0,178            | Trentin-Haut-Adige                  |                                   |       |
| Lac Moro (Valle Camonica)      | Lago Moro                                               |                | 0,174            | Lombardie                           |                                   |       |
| Lac Moro (Valle Brembana)      | Lago Moro                                               |                | 0,03             | Lombardie                           |                                   |       |
| Lac de Montorfano              | Lago di Montorfano                                      |                | 0,46             | Lombardie                           |                                   |       |
| Lac Mucrone                    | Lago del Mucrone                                        |                | 0,017 1          | Piémont                             |                                   |       |
| Lac de Negrisiola              | Lago di Negrisiola                                      |                | 0,05             | Vénétie                             |                                   |       |
| Lac de Restello                | Lago del Restello                                       | lac de barrage | 0,11             | Vénétie                             |                                   |       |
| Lac Noir (Bergame)             | Lago Nero                                               | lac de barrage | 0,16             | Lombardie                           |                                   |       |
| Lac Noir (Valsesia)            | Lago Nero                                               |                | 0,087            | Piémont                             |                                   |       |
| Lac Noir (Césane)              | Lago Nero                                               |                | 0,013            | Piémont                             |                                   |       |
| Lac Noir (Canavais)            | Lago Nero                                               |                | 0,11             | Piémont                             |                                   |       |
| Lac de Neves                   | Lago di Neves                                           |                | 0,54             | Trentin-Haut-Adige                  |                                   |       |
| Lac d'Olginate                 | Lago di Olginate                                        |                | 0,77             | Lombardie                           |                                   |       |
| Lac de Piane                   | Lago delle Piane                                        | lac de barrage | 0,427            | Piémont                             |                                   |       |
| Lac de Pian Palù               | Lago di Pian Palù                                       | lac de barrage | 0,42             | Trentin-Haut-Adige                  |                                   |       |
| Lac de Piano                   | Lago di Piano                                           |                | 0,72             | Lombardie                           |                                   |       |
| Lac de Pusiano                 | Lago di Pusiano                                         |                | 4,95             | Lombardie                           |                                   |       |
| Lac de Quaira                  | Lago di Quaira                                          | lac de barrage | 0,35             | Trentin-Haut-Adige                  |                                   |       |
| Lac Ravasanella                | Lago Ravasanella                                        | lac de barrage | 0,31             | Piémont                             |                                   |       |
| Lac de Rochemolles             | Lago di Rochemolles                                     | lac de barrage | 0,181            | Piémont                             |                                   |       |
| Lago de la Rossa               | Lago della Rossa                                        | lac de barrage | 0,492            | Piémont                             | 45° 16′ 04″ N, 7° 08′ 32″ E       |       |
| Lac de Santa Maria             | Lago di Santa Maria Lago di Tret                        |                | 0,038            | Trentin-Haut-Adige                  | 46° 29′ 48″ N, 11° 09′ 49″ E      |       |
| Lacs de Ravine Lago            | Laghi di Revine Lago : Lago di Santa Maria Lago di Lago |                | 0,4 et 0,5       | Vénétie                             | 45° 59′ 17″ N, 12° 13′ 51″ E      |       |
| Lac de San Valentino alla Muta | Lago di San Valentino alla Muta                         |                | 0,890            | Trentin-Haut-Adige                  | 46° 45′ 24″ N, 10° 31′ 55″ E      |       |
| Lac du Segrino                 | Lago del Segrino                                        |                | 0,35             | Lombardie                           | 45° 49′ 44″ N, 9° 15′ 56″ E       |       |
| Lac Serrù                      | Lago Serrù                                              | lac de barrage | 0,55             | Piémont                             | 45° 27′ 31″ N, 7° 07′ 36″ E       |       |
| Lac de Terlago                 | Lago di Terlago                                         |                | 0,118            | Trentin-Haut-Adige                  | 46° 05′ 56″ N, 11° 03′ 21″ E      |       |
| Lac de Tenno                   | Lago di Tenno                                           |                | 0,195            | Trentin-Haut-Adige                  | 45° 56′ 19″ N, 10° 48′ 56″ E      |       |
| Lac de Toblino                 | Lago di Toblino                                         |                | 0,67             | Trentin-Haut-Adige                  | 46° 03′ 09″ N, 10° 57′ 56″ E      |       |
| Lac de la Vache                | Lago della Vacca                                        |                | 0,256            | Lombardie                           | 45° 57′ 17″ N, 10° 26′ 19″ E      |       |
| Lac de Valdaora                | Lago di Valdaora                                        |                | 0,44             | Trentin-Haut-Adige                  | 46° 45′ 35″ N, 12° 03′ 36″ E      |       |
| Lac de Valdurna                | Lago di Valdurna                                        |                | 0,124            | Trentin-Haut-Adige                  | 46° 44′ 32″ N, 11° 26′ 40″ E      |       |
| Lac de Valvestino              | Lago di Valvestino                                      |                | 1,38             | Lombardie                           | 45° 43′ 10″ N, 10° 36′ 36″ E      |       |
| Lac de Varna                   | Lago di Varna                                           |                | 0,015            | Trentin-Haut-Adige                  | 46° 45′ 57″ N, 11° 38′ 05″ E      |       |
| Lac de Vernago                 | Lago di Vernago                                         | lac de barrage | 1,26             | Trentin-Haut-Adige                  | 46° 44′ 08″ N, 10° 50′ 10″ E      |       |
| Lac de Morasco                 | Lago di Morasco                                         |                | 0,51             | Piémont                             | 46° 25′ 26″ N, 8° 23′ 48″ E       |       |
| Lac d'Alborelo                 | Lago di Alborelo                                        |                | 0,1              | Tyrol du Sud                        | 46° 41′ 11″ N, 12° 05′ 07″ E      |       |
| Lac des Mêlées                 | Lago delle Mischie Lago delle Miste                     | lac de barrage | 0,13             | Piémont                             | 45° 42′ 04″ N, 8° 05′ 21″ E       |       |
| Lac de Piazze                  | Lago di Piazze                                          |                | 0,23             | Trentin-Haut-Adige                  | 46° 09′ 15″ N, 11° 16′ 44″ E      |       |

## Lacs d'Italie centrale
| Nom français       | Nom italien         | Type           | Superficie (km2) | Région           | Localisation                 | Image |
| ------------------ | ------------------- | -------------- | ---------------- | ---------------- | ---------------------------- | ----- |
| Lac d'Albano       | Lago Albano         |                | 6                | Latium           | 41° 44′ 53″ N, 12° 40′ 07″ E |       |
| Lac de Bolsena     | Lago di Bolsena     |                | 113,5            | Latium           | 42° 35′ 42″ N, 11° 56′ 20″ E |       |
| Lac de Bracciano   | Lago di Bracciano   |                | 56,5             | Latium           | 42° 07′ 16″ N, 12° 13′ 55″ E |       |
| Lac de Corbara     | Lago di Corbara     | lac de barrage | 10,5             | Ombrie           | 42° 43′ N, 12° 15′ E         |       |
| Lac de Martignano  | Lago di Martignano  |                | 2,41             | Latium           | 42° 06′ 46″ N, 12° 18′ 54″ E |       |
| Lac Matese         | Lago del Matese     |                | 3                | Campanie         | 41° 24′ 50″ N, 14° 23′ 29″ E |       |
| Lac de Montedoglio | Lago di Montedoglio | lac de barrage | 7,7              | Toscane          | 43° 36′ 00″ N, 12° 04′ 00″ E |       |
| Lac de Nemi        | Lago di Nemi        |                | 1,67             | Latium           | 41° 42′ 48″ N, 12° 42′ 07″ E |       |
| Lac de Piediluco   | Lago di Piediluco   |                | 1,58             | Ombrie           | 42° 32′ 04″ N, 12° 45′ 09″ E |       |
| Lac de Talvacchia  | Lago di Talvacchia  | lac de barrage | 0,5              | Abruzzes Marches | 42° 47′ 03″ N, 13° 30′ 44″ E |       |
| Lac Trasimène      | Lago Trasemino      |                | 128              | Ombrie           | 43° 08′ 33″ N, 12° 06′ 12″ E |       |
| Lac de Vico        | Lago di Vico        |                | 12,93            | Latium           | 42° 19′ 00″ N, 12° 10′ 00″ E |       |

## Lacs d'Italie méridionale
| Nom français | Nom italien   | Superficie (km2) | Région   | Localisation                 | Image |
| ------------ | ------------- | ---------------- | -------- | ---------------------------- | ----- |
| Lac Sabetta  | Lago Sabetta  |                  | Campanie | 40° 11′ 31″ N, 15° 33′ 18″ E |       |
| Lac Averne   | Lago d'Averno | 0,55             | Campanie | 40° 50′ 18″ N, 14° 04′ 30″ E |       |

## Lagunes et lacs côtiers
| Nom français          | Nom italien                      | Superficie (km2) | Région                  | Localisation                 | Image |
| --------------------- | -------------------------------- | ---------------- | ----------------------- | ---------------------------- | ----- |
| Étang de Cagliari     | Stagno di Cagliari               | 13               | Sardaigne               | 39° 14′ 38″ N, 9° 02′ 25″ E  |       |
| Étang de Marceddi     | Laguna di Marceddì               | 9                | Sardaigne               | 39° 42′ 40″ N, 8° 31′ 06″ E  |       |
| Étang de Santa Giusta | Stagno di Santa Giusta           | 8,40             | Sardaigne               | 39° 52′ 04″ N, 8° 35′ 33″ E  |       |
| Lac de Lesina         | Lago di Lesina                   | 51,4             | Pouilles                | 41° 52′ 57″ N, 15° 26′ 29″ E |       |
| Lac de Varano         | Lago di Vareno                   | 60,5             | Pouilles                | 41° 52′ 47″ N, 15° 44′ 49″ E |       |
| Lagune de Grado       | Laguna di Grado                  | 90               | Frioul-Vénétie-Julienne | 45° 42′ 29″ N, 13° 21′ 06″ E |       |
| Lagune de Marano      | Laguna di Marano                 | 85               | Frioul-Vénétie-Julienne | 45° 43′ 33″ N, 13° 09′ 52″ E |       |
| Lagune d'Orbetello    | Laguna di Orbetello              | 26,9             | Toscane                 | 42° 26′ 14″ N, 11° 11′ 39″ E |       |
| Lagune de Sabaudia    | Lago di Paola Laguna di Sabaudia | 0,01             | Latium                  | 41° 16′ 10″ N, 13° 02′ 02″ E |       |
| Lagune de Venise      | Laguna di Venezia                | 500              | Vénétie                 | 45° 20′ 10″ N, 12° 16′ 10″ E |       |
| Petite mer de Tarente | Mare Piccolo di Taranto          |                  | Pouilles                | 40° 28′ 42″ N, 17° 16′ 23″ E |       |
| Grande mer de Tarente | Mare Grande di Taranto           |                  | Pouilles                | 40° 27′ 09″ N, 17° 12′ 48″ E |       |
| Valli di Comacchio    | Valli di Comacchio               | 130              | Émilie-Romagne          | 44° 36′ 55″ N, 12° 10′ 00″ E |       |

## Anciens lacs
| Nom français  | Nom italien | Région         | Asséché en | Image |
| ------------- | ----------- | -------------- | ---------- | ----- |
| Lac de Combal | Lago Combal | Vallée d'Aoste |            |       |
| Lac Fucin     | Lago Fucino | Abruzzes       | 1875       |       |